# Lomas Athletic Club
Il Lomas Athletic Club è una società polisportiva argentina di Lomas de Zamora.

## Storia
Fu fondato il 15 marzo 1891 da un gruppo di studenti della Lomas Academy. Inizialmente si dedicò con profitto al calcio, espandendo poi le sue attività anche a rugby, hockey su prato e cricket, sport in cui ha ottenuto buoni risultati.

## Squadre
- Lomas Athletic Club (calcio)
- Lomas Athletic Club (cricket)
- Lomas Athletic Club (hockey su prato)
- Lomas Athletic Club (rugby a 15)

## Palmarès

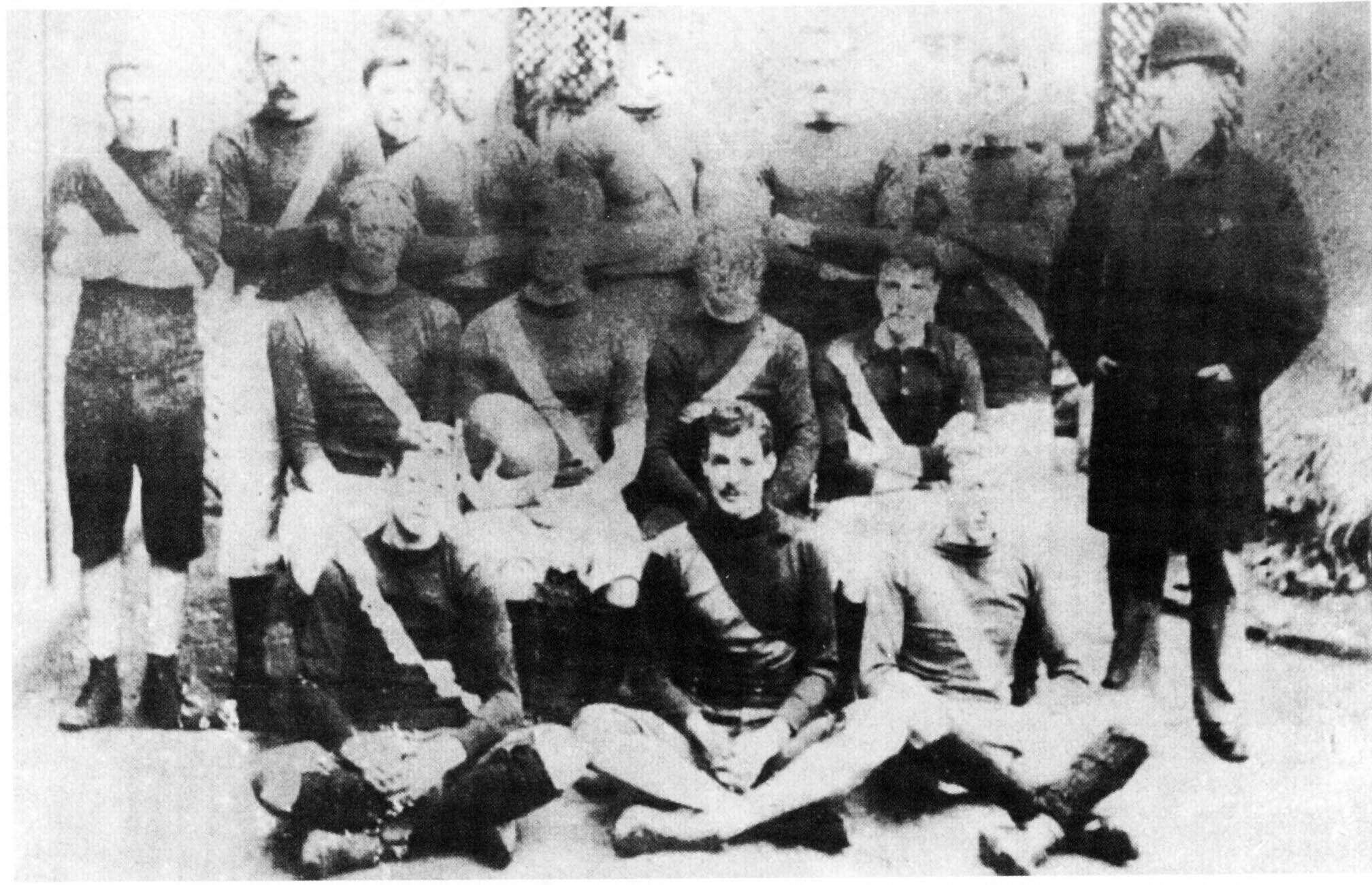
Squadra di rugby nel 1899, primo campeone.

### Cricket
- Primera División (21):

1897-98, 1899-00, 1901-02, 1917-18, 1922-23, 1947-48, 1948-49, 1951-52, 1962-63, 1964-65, 1972-73, 
 1977-78, 1978-79, 1979-80, 1990-91, 1994-95, 2000-01, 2002-03, 2003-04, 2009-10, 2012-13

### Calcio
- Primera División (5):

1893, 1894, 1895, 1897, 1898

### Hockey su prato
- Metropolitano de Primera División (17):

1938, 1977, 1979, 1983, 1984, 1985, 1986, 1989, 1991, 1992, 1993, 1996, 1997, 2001, 2003, 2005, 2006

### Rugby
- Torneo de la URBA (2):

1899, 1913